# Washingtonville (Ohio)
Washingtonville és una població dels Estats Units a l'estat d'Ohio. Segons el cens del 2000 tenia 789 habitants.

## Demografia
Segons el cens del 2000, Washingtonville tenia 789 habitants, 314 habitatges, i 227 famílies. La densitat de població era de 454,7 habitants/km².
Dels 314 habitatges en un 35,4% hi vivien nens de menys de 18 anys, en un 48,4% hi vivien parelles casades, en un 17,8% dones solteres, i en un 27,4% no eren unitats familiars. En el 22,9% dels habitatges hi vivien persones soles el 7,6% de les quals corresponia a persones de 65 anys o més que vivien soles. El nombre mitjà de persones vivint en cada habitatge era de 2,51 i el nombre mitjà de persones que vivien en cada família era de 2,91.
Per edats la població es repartia de la següent manera: un 26% tenia menys de 18 anys, un 10,4% entre 18 i 24, un 25,9% entre 25 i 44, un 25,1% de 45 a 60 i un 12,7% 65 anys o més.
L'edat mediana era de 38 anys. Per cada 100 dones de 18 o més anys hi havia 88,4 homes.
La renda mediana per habitatge era de 29.219 $ i la renda mediana per família de 29.167 $. Els homes tenien una renda mediana de 30.625 $ mentre que les dones 20.982 $. La renda per capita de la població era de 13.061 $. Aproximadament el 20,4% de les famílies i el 19,9% de la població estaven per davall del llindar de pobresa.

## Poblacions més properes
El següent diagrama mostra les poblacions més properes.